# صامد ساجار
صامد ساجار (انگلیسی: Samid Sagar) بازیکن والیبال اهل لیبی بود. وی در بازی‌های المپیک تابستانی ۱۹۸۰ حضور داشته است.